# Elsa Prawitz
Elsa Prawitz, slutligen folkbokförd Elsa Prawitz Bildt, född 22 februari 1932 i Sofia församling i Stockholm, död 1 maj 2001 i Saltsjöbaden, var en svensk skådespelare, manusförfattare och musiktextförfattare.

## Biografi
Elsa Prawitz gick från studentteaterverksamhet på Östermalm till utbildning på Dramatens elevskola 1950–1954. Hon var sedan verksam främst på Dramaten, Drottningholmsteatern, Intiman, Uppsala Stadsteater och Borås stadsteater 1951–1985. 
Stor uppmärksamhet fick hon bland annat i pjäsen Ägget! på Intiman (1959). 1961 medverkade hon i Karl Gerhards revy Ursäkta handsken. På Radio Nord var hon 1961–1962 programledare för Nattkajutan, där hon ofta hade artistkollegor som gäster. Hon verkade även som teaterchef för Alléteatern i Stockholm 1963–1966 och var konstnärlig ledare för Fästningsspelen i Varberg 1964–1965. 
På film och TV-teatern spelade hon ofta sensuellt utmanande kvinnor, inte minst i en rad filmer av Arne Mattsson, med vilken hon också samarbetade med manusskrivande (ibland under pseudonymen Pia Elitz). Hon var teaterdirektör på Fredriksdalsteatern i Helsingborg sommaren 1965 med pjäsen Lyckan på spel.
Hon var gift första gången 1951–1955 med Måns Westfelt, andra gången 1956–1965 med Arne Mattsson och tredje gången från 1971 med Henric Bildt, farbror till Sveriges före detta statsminister Carl Bildt.
Elsa Prawitz var syster till professor Dag Prawitz och sondotter till Johan Prawitz. Hon är gravsatt i minneslunden på Skogsö kyrkogård.

## Filmografi (i urval)
- 1951 – Frånskild
- 1952 – Under Södra korset
- 1953 – Vägen till Klockrike
- 1954 – Salka Valka
- 1955 – Hoppsan!
- 1955 – Männen i mörker
- 1956 – 7 vackra flickor
- 1956 – Den tappre soldaten Jönsson
- 1958 – Mannekäng i rött
- 1960 – Sommar och syndare
- 1960 – När mörkret faller
- 1961 – Ljuvlig är sommarnatten
- 1962 – Vaxdockan
- 1963 – Det är hos mig han har varit
- 1963 – Kurragömma
- 1964 – Tre dar på luffen
- 1965 – Morianerna
- 1966 – Träfracken
- 1966 – Yngsjömordet
- 1967 – Mördaren – en helt vanlig person
- 1967 – Greve Porrno och hans kvinnor
- 1973 – Smutsiga fingrar
- 1974 – Gustav III (TV-film)
- 1975 – Lejonet och jungfrun

### Filmmanus
- 1963 – Det är hos mig han har varit
- 1967 – Den onda cirkeln
- 1968 – Bamse

## Teater

### Roller
| År   | Roll                          | Produktion                                  | Regi            | Teater                    |
| ---- | ----------------------------- | ------------------------------------------- | --------------- | ------------------------- |
| 1956 |                               | Min man har komplex Jean Bernard-Luc        | Sture Lagerwall | Intiman                   |
| 1958 | Elaine Harper                 | Arsenik och gamla spetsar Joseph Kesselring | Olof Thunberg   | Intiman                   |
| 1963 | Mirandolina, värdshusvärdinna | Värdshusvärdinnan Carlo Goldoni             | Kåre Santesson  | Fästningsspelen i Varberg |
| 1965 | Agora                         | Lyckan på spel Françoise Sagan              | Hans Bergström  | Fredriksdalsteatern       |

## Sångtexter
- När våren sig närmar
- Mañana
- Var har du din fru